# Быков, Дмитрий Васильевич
Дмитрий Васильевич Быков (1945—2022) — советский и российский учёный и педагог в области электроники и радиоэлектроники, организатор науки и образования, доктор технических наук (1988), профессор (1990). Ректор Московского института электроники и математики (1990—2010). Лауреат Премии Правительства Российской Федерации в области науки и техники (1996)
и в области образования (2008). Заслуженный работник высшей школы Российской Федерации (2011).

## Биография
Родился 4 мая 1945 года в Москве.
В 1969 году после окончания Московского института электроники и математики получив специализацию
инженера по электровакуумному и полупроводниковому машиностроению. С 1969 по 1972 год работал в системе электронной промышленности в качестве инженера НИИ «Титан» МЭП СССР.
С 1972 года на научно-исследовательской работе в МИЭМ в качестве старшего инженера, младшего и старшего научного сотрудника и руководителя Конструкторского бюро при институте. С 1980 по 1988 год на научно-педагогической работе в том же институте в качестве преподавателя, старшего преподавателя и доцента, одновременно с 1980 по 1983 год являлся проректором института по административно-хозяйственной работе. В 1980 году защитил диссертацию на соискание учёной степени кандидат технических наук, в 1985 году ему было присвоено учёное звание доцент, в 1988 году защитил диссертацию на соискание учёной степени доктор технических наук. С 1988 по 1990 год являлся проректором института по научной работе. В 1990 году ему было присвоено учёное звание профессор. С 1990 по 2010 год являлся ректором МИЭМ. С 1991 по 2012 год — заведующий кафедрой «Физические основы электронной техники».

### Научная деятельность и вклад в науку
Д. В. Быков занимался исследованиями в области теоретических основ вакуумной техники, его основные работы были посвящены исследованию в области процессов взаимодействия разреженных газов с поверхностью твердых тел в вакууме. Быков являлся руководителем научной школы «Технология и оборудование для производства материалов и приборов электронной техники». Будучи во главе МИЭМ, Быков являлся организатором совместных учебно-научных центров, в том числе с такими международными корпорациями как: ZyXEL, Mentor Graphics, Motorola и Synopsys, он успешно развивал научно-экономическое партнёрство с ведущими западными компаниями в области сетевых технологий, вычислительной техники и электроники.
Быков являлся членом редколлегии журналов «Известия высших учебных заведений. Электроника» (с 1996) и «Качество. Инновации. Образование» (с 2002). Быков был председателем совета Российского научно-технического вакуумного общества (с 1992); руководителем Национального комитета Российской Федерации по вакуумной технике и технологиям (с 1999); членом экспертного совета Высшей аттестационной комиссии по измерительной технике, электронике, радиотехнике и связи; членом Оргкомитета Всероссийской научно-технической конференции «Вакуумная наука и технология»; членом исполнительного совета IUVSTA; членом российского мониторингового комитета FEANI и российского мониторингового комитета инженеров АТЭС. Под руководством Быкова были защищены три докторские и восемнадцать кандидатских диссертации, он являлся автором более ста научных трудов, в том числе монографий и патентов на изобретения.
Скончался 24 мая 2022 года в Москве

## Награды
- Орден «Знак Почёта»
- Заслуженный работник высшей школы Российской Федерации (2011)
- Премия Правительства Российской Федерации в области науки и техники (1996 — «за разработку и внедрение в радиотехнические комплексы функциональных узлов на объемных интегральных схемах СВЧ»)
- Премия Правительства Российской Федерации в области образования (2008 — «за цикл работ по созданию и учебно-методическому обеспечению образовательной программы „Концентрированные потоки энергии и их воздействие на материалы“»)
- Почётный работник высшего профессионального образования Российской Федерации[1][2][3].